# Kupiski (gmina)
Kupiski (od 1973 Łomża) – dawna gmina wiejska istniejąca do 1954 roku w woj. białostockim i przejściowo w woj. warszawskim (dzisiejsze woj. podlaskie). Nazwa gminy pochodzi od wsi Kupiski, lecz siedzibą władz gminy była Łomżyca (obecnie dzielnica Łomży).
Przez większą część okresu międzywojennego gmina Kupiski należała do powiatu łomżyńskiego w woj. białostockim. 1 kwietnia 1939 roku gminę Kupiski wraz z całym powiatem łomżyńskim przyłączono do woj. warszawskiego.
Według Powszechnego Spisu Ludności z 1921 roku gminę zamieszkiwało 6.476 osób, 6.182 było wyznania rzymskokatolickiego, 8 prawosławnego, 75 ewangelickiego a 211 mojżeszowego. Jednocześnie 6.318 mieszkańców zadeklarowało polską przynależność narodową, 8 niemiecką, 145 żydowską, a 5 rosyjską. Było tu 914 budynków mieszkalnych.
Przez krótki okres po wojnie gmina zachowała przynależność administracyjną, lecz już z dniem 18 sierpnia 1945 roku została wraz z powiatem łomżyńskim wyłączona z woj. warszawskiego i przyłączona z powrotem do woj. białostockiego. Według stanu z 1 lipca 1952 roku gmina była podzielona na 19 gromad: Bożenica, Giełczyn, Janowo, Jednaczewo, Konarzyce, Kraska, Kupiski Nowe, Kupiski Stare, Łochtynowo, Łomżyca, Mątwica, Podgórz, Siemień (nad rzeką), Siemień-Rowy, Stara Łomża (nad rzeką), Stara Łomża (przy szosie), Szablak, Zawady, Zosin-Stara Łomża.
Gmina została zniesiona 29 września 1954 roku wraz z reformą wprowadzającą gromady w miejsce gmin. Jednostki nie przywrócono 1 stycznia 1973 roku po reaktywowaniu gmin, utworzono natomiast jej terytorialny odpowiednik, gminę Łomża.